# Paravilla nigriventris
Paravilla nigriventris är en tvåvingeart som beskrevs av Hall 1981. Paravilla nigriventris ingår i släktet Paravilla och familjen svävflugor. Inga underarter finns listade i Catalogue of Life.